# Recycled J
Jorge Escorial Moreno (Carabanchel, Madrid, 17 de julio de 1993), popularmente conocido por su nombre artístico Recycled J, es un artista y rapero español que se nutre tanto del reguetón, el R&B y el trap como de la electrónica.Es conocido por ser un referente dentro de la escena del rap madrileño, género del que bebe su esencia, ya que sus inicios en la música fueron a través del freestyle en distintos parques de su ciudad. De ahí, pasó a la música con el seudónimo de Cool y formó parte del grupo Prefijo91. Tras retirarse por un tiempo de la escena musical, volvió con un nuevo seudónimo.

## Vida personal
El artista fue criado en el barrio madrileño de Carabanchel (Madrid). Nace en una cuna humilde, ya que su familia se dedica al negocio de la frutería. Ha crecido inmerso en la cultura underground madrileña, de la que bebe en sus inicios como cool. Su primer álbum fue Oro Rosa, aunque Jorge empezó a hacer música a los 16 años, cuando ya llevaba varios años haciendo freestyle en los parques de Madrid.
En su infancia estudió en el colegio católico Santa Rita y en su adolescencia se cambió al colegio Salesiano de Carabanchel para realizar un Ciclo Superior de Educación Infantil. Además, al terminar este grado, cursó el grado de la misma especialidad en la Universidad Rey Juan Carlos, aunque no la finalizó, ya que le quedaron un par de asignaturas y las prácticas .

## Carrera profesional
Tras unos años adentrándose en la música como Cool, el artista decidió cambiarse de nombre. Para ello, presentó el trabajo Cool VS Recycled J, un trabajo que cuenta con temas como R E L I G I O N o R U N. Este cambio supuso una diferenciación respecto al sonido que estaba creando en aquel momento, aunque la esencia de Cool y  Recycled j es la misma: ser un chaval de Carabanchel que desahoga sus inquietudes a través de la música . A continuación, publicó B.L.O.W. con Ezzem, y Threesome. Y, tras estos, lanzó un EP llamado S.A.D. (Salud, Amor y Dinero), que incluía tres temas Live, ∆Oscuras y Triste Balada.
En el año 2012, firma el primer volumen de Hijos de la Ruina junto a Natos y Waor, artistas con los que lleva colaborando desde los inicios de su carrera, ya que comenzaron en el mismo sitio que el. Para años después firmar un volumen dos (2016) y un volumen tres (2021). 
En 2017, lanzó su primer álbum titulado Oro Rosa, cuyo sencillo Valga la pena acumula más de tres millones de visitas en Youtube tras hacerse conocido como consecuencia de un breve vídeo que se hizo viral en las redes en el que se veía al artista llorando, el cual luego se supo que formaba parte del videoclip de la canción.
A partir de este momento, el artista ha actuado en festivales como Arenal Sound 2018, Festival Cultura Inquieta 2018 o Viña Rock.
En marzo de 2018 publicó en su canal de Youtube una película-documental llamada La Peli donde compartía momentos de la gira que había realizado con su disco Oro Rosa.
En 2019 sacó su siguiente disco: City Pop. Se trata de un proyecto cocreado con Selecta, productor de su obra.Es un disco que cuenta con toques electrónicos, traperos y de rbnm incluso acercándose al pop; aunque, su base principal es el rap. 
Tras City pop, el artista pasó unos años sacando EPs. En el 2020, Recycled J vuelve a reiventarse y publica Superpoderes, un EP compuesto por 4 canciones con aires al pop de los 80-90 y un estilo renovado que se acerca a la electrónica.El 24 de septiembre de 2021, lanzó un EP llamado Sad Summer con 5 temas entre los cuales destacan A tu lao y Banksy. Para el artista, este último EP, tiene relación con uno de los mencionados anteriormente y por eso el Sad de Sad Summer hace referencia a S.A.D. (Salud, Amor y Dinero). 
Su último lanzamiento hasta la fecha es el álbum “Casanova” publicado el 2 de junio de 2023. Se trata de un álbum de 12 canciones que tratan el amor con un estilo muy personal. La producción va a cargo principalmente de Pablo Rouss. Aunque, también han colaborado productores de la talla de Selecta y Kiddo.Además, este álbum tuvo su edición deluxe. Esta fue publicada el 20 de octubre de 2023 y cuenta con las colaboraciones de Villano Antillano, Enry K, Leo Rizzi y Leïti. 